# Ben Schnetzer
Ben Schnetzer (New York, 8 febbraio 1990) è un attore statunitense.

## Biografia
Schnetzer è nato e cresciuto a New York, figlio degli attori Stephen Schnetzer e Nancy Snyder. Si è laureato alla Guildhall School of Music and Drama di Londra. Nel 2010 Schnetzer è apparso in un episodio di Law & Order ed è stato co-protagonista nella serie Happy Town. Nel 2013 ha raggiunto il successo per aver interpretato il ruolo di Max Vandenburg in Storia di una ladra di libri, adattamento cinematografico del best seller La bambina che salvava i libri di Markus Zusak.
Nel 2014 Ben ha ottenuto il ruolo di Mark Ashton nel film Pride ed è stato coprotagonista nel film Posh, dove interpreta Dimitri Mitropoulos. Nel 2015 interpreta Khadgar, il giovane e talentuoso mago apprendista di Medivh, in Warcraft - L'inizio, film che è stato distribuito nelle sale di tutto il mondo fra maggio e giugno 2016. Il 2016 è inoltre l'anno dell'uscita nei cinema americani del film Punk's Dead, in cui interpreta il ruolo di Ross.
Nel settembre 2016 è uscito Goat, Snowden e The Journey Is the Destination, nel quale interpreta il fotografo inglese Dan Eldon. Nell'aprile 2016 sono iniziate le riprese del film The Grizzlies, dove interpreta il ruolo di Russ Sheppard. Nel 2018 fa parte del cast di La mia vita con John F. Donovan, diretto da Xavier Dolan. 

## Filmografia

### Cinema
- Ben's Plan, regia di Jenna Ricker (2007)
- Storia di una ladra di libri (The Book Thief), regia di Brian Percival (2013)
- Pride, regia di Matthew Warchus (2014)
- Posh (The Riot Club), regia di Lone Scherfig (2014)
- Goat, regia di Andrew Neel (2016)
- Punk's Dead, regia di James Merendino (2016)
- Warcraft - L'inizio (Warcraft), regia di Duncan Jones (2016)
- Snowden, regia di Oliver Stone (2016)
- The Journey Is the Destination, regia di Bronwnen Hughes (2016)
- 7 giorni a Entebbe (Entebbe), regia di José Padilha (2018)
- Saint Judy, regia di Sean Hanish (2018)
- La mia vita con John F. Donovan (The Death and Life of John F. Donovan), regia di Xavier Dolan (2018)

### Televisione
- Happy Town – serie TV, 8 episodi (2010)
- Law & Order - I due volti della giustizia (Law & Order) – serie TV, episodio 20x19 (2010)
- La verità sul caso Harry Quebert (The Truth About the Harry Quebert Affair) – miniserie TV, 10 puntate (2018)
- Y - L'ultimo uomo (Y: The Last Man) – serie TV, 10 episodi (2021)
- Il problema dei 3 corpi (3 Body Problem) – serie TV, 2 episodi (2024)

## Doppiatori italiani
Nelle versioni in italiano delle opere in cui ha recitato, Ben Schnetzer è stato doppiato da:
- Flavio Aquilone in Happy Town, Storia di una ladra di libri, Snowden, Goat, La verità sul caso Harry Quebert, Y: L'ultimo uomo, Il problema dei 3 corpi
- Andrea Mete in Pride
- Francesco Venditti in Posh
- Emanuele Ruzza in Warcraft - L'inizio
- Davide Perino in La mia vita con John F. Donovan